# Piscine à chevaux
Une piscine à chevaux est un aménagement ou un équipement, destiné à recevoir des chevaux dans l'eau, dans le cadre de soins.

## Historique
Historiquement, en dehors des pratiques cultuelles et religieuses (pardon aux chevaux en Bretagne), baigner un cheval sert plutôt à prévenir des maladies comme l’œdème. Les piscines à chevaux sont mises à disposition de la population par le noble local ou la collectivité. Ces piscines disposent généralement d'un accès en pente douce. Ainsi, à Lyon en 1873, une piscine à chevaux est créée sur la rive droite du Rhône, en face de l'Hôtel-Dieu. Cette piscine est établie en face d'une double rampe du bas-port, dans le lit même du fleuve, en raison de « la disparition des endroits convenables où l'on pouvait baigner les chevaux ». Le fond est maçonné en pente douce vers le large.

## Actuellement

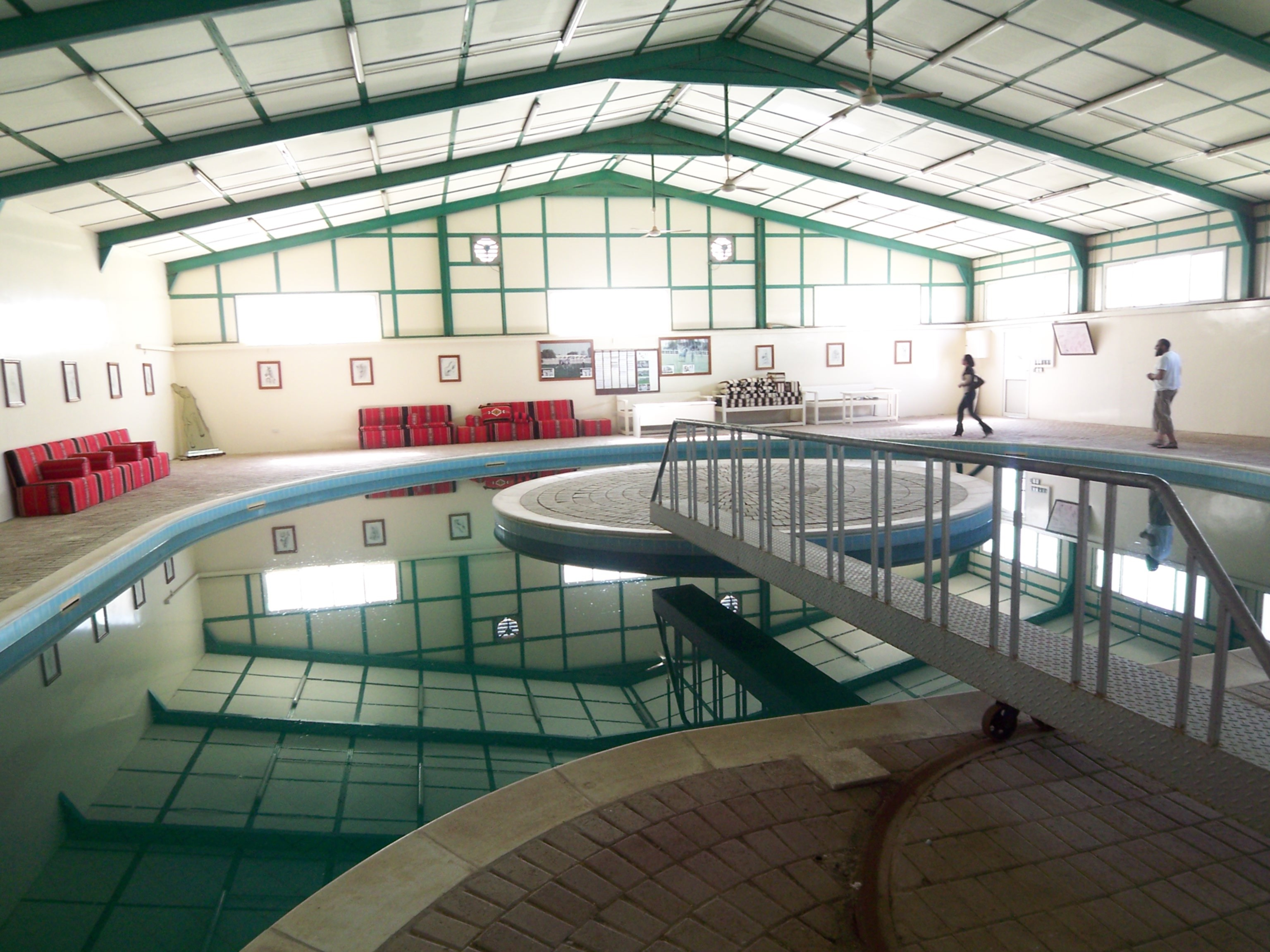
Piscine à chevaux moderne, au Qatar

De nos jours, il s'agit le plus souvent de bassins utilisés pour l'hydrothérapie des chevaux de sport et de course, visant à éviter une inactivité complète en cas de problème tendineux ou locomoteur. L’intérêt pour cette technique est important aux États-Unis et en Angleterre. Il existe divers types de piscines à chevaux : naturelles ou artificielles, linéaires, elliptiques ou rondes. Les piscines américaines et australiennes sont circulaires et pourvues d'une ou deux rampes d’accès avec des passerelles amovibles. Un îlot central permet de guider le cheval. Les piscines européennes sont elliptiques, consistant en deux lignes droites parallèles reliées par deux virages semi-circulaires, et donc en forme de « U ». Un quai extérieur au bassin permet de guider le cheval. La pente présente une inclinaison de 10 à 15 %, et est recouverte d'une surface antidérapante. La profondeur va de 2 à 3 mètres.
L'exercice en piscine permet de travailler l'endurance de l'animal. Le Qatar a notamment investit dans ce type d'équipement.
Il existe des entreprises spécialisées en balnéothérapie pour chevaux.